# Chatrel
Chatrel – podatek na rzecz rządu emigracyjnego płacony przez członków diaspory tybetańskiej.
Składa się z dwóch części. Pierwsza, tzw. podatek wolnościowy, ma bardzo zróżnicowaną wysokość i wynosi od 12 INR (dzieci w wieku 6-14 lat), poprzez 48 INR (Tybetańczycy mieszkający w Indiach, Nepalu i Bhutanie, mający ponad 15 lat), do 36 $ rocznie. Jego znaczenie dla budżetu nie jest zbyt duże - ma on przede wszystkim uprawomocniać administrację CTA. Druga część chatrelu to dobrowolny podatek dochodowy - 4 % od pensji netto lub 2 % od pensji brutto. W przypadku prowadzenia własnej działalności gospodarczej nalicza się około 0,15 % podatku od przychodu netto.
Opłacanie wymienionych świadczeń jest, według Karty Tybetańczyków na Uchodźstwie, obowiązkowe. Wydanie Zielonej Książeczki (uchodźczego dokumentu uprawniającego m.in. do brania udziału w wyborach) uzależnia się od wywiązywania się Tybetańczyka z tej konieczności.